# Djurens dag
Djurens dag, World Animal Day, är en internationell temadag för att uppmärksamma djurrätt och djurskydd. Den firas den 4 oktober varje år och startades 1931 av ekologer i Florens i Italien för att uppmärksamma att djurarter hotades av utrotning. Numera firas djurens dag för att påminna om vikten av djurens välmående och för att belysa djurens situation. Valet av datum gjordes bland annat för att det är Franciskus av Assisis (även kallad Den Helige Franciskus) helgondag, och han är djurens skyddshelgon.  
Den 4 oktober är det även Frans, vilket härstammar från namnet Franciskus, som har namnsdag i den svenska almanackan. Namnsdagen är vald just med tanke på Franciskus av Assisi. 
Sedan 2003 har den uppmärksammats i Storbritannien och är en internationell dag oberoende av religiös tillhörighet som idag firas i omkring 40 länder världen över. I Sverige uppmärksammas djurens dag av djurrätts- och djurskyddsorganisationerna. I Sverige har till exempel organisationer som Djurens Vänner och Djurens rätt olika aktiviteter och kampanjer för dagen. 